# Бартоломео Колеони
Бартоломео Колеони (на италиански: Bartolomeo Colleoni; Coleone; * ок. 1400 в замък Солца при Бергамо; † 4 ноември 1475 в замък Малпага в Кавернаго) е италиански кондотиер.
Произлиза от стария род Колеони от Бергамо. Син е на Паоло ди Гуидото и на Ричадона де' Валвасори да Медолаго.
От 1419 г. Бартоломео е на военна служба при кондотиерте Брачио да Монтоне и Муцио Атендоло Сфорца. През 1431 г. отива на служба във Венеция и се бие от 1431 до 1438 г. против Милано. През 1443 г. е на служба при Николо Пичинино.
През 1446/1447 г. Колеони по заповед на херцог Филипо Мария Висконти е затворен в много малка клетка в крепостта Монца.. През 1447 г. херцогът умира и Колеони е освободен и може да се върне във Венеция. През 1472 г. започва строежа на капелата Колеони (Capella Colleoni) в Бергамо. Колеони и дъщеря му Медея († 1470) са погребани в капелата Колеони в Бергамо.
От 1468/1469 до 1475 г. Антонио Корнацано живее в Малпага, замъка на Колеони, за да напише неговата биография: Commentarium liber de vita et gestis invictissimi bello principis Bartholomeo Colei, per Antonium Cornazzanum ad clarissimam Bergomensem Republicam.
Колеони и дъщеря му Медея († 1470) са погребани в капелата Колеони в Бергамо. Той завещава имотите си на град Венеция, ако му поставят статуя в базиликата Сан Марко, която днес може да се види до статуята на кон на император Марк Аврелий на площад „Кампо Санти Джованни е Паоло“ (Campo Santi Giovanni e Paolo) във Венеция. Статуята му е по план на Андреа Верокио и през 1492 г. се отлива от Алесандро Леопарди.